# Visiting Bruxeless
Visiting Bruxeless sedmi je studijski album hrvatskog jazz pijaniste i skladatelja Matije Dedića. Album je 2006. godine objavila diskografska kuća Dallas Records.

## O albumu
Album sadrži 9 skladbi od kojih su pet uživo izvedbe snimljene prilikom koncerta održanog u maloj dvorani Lisinski u sklopu jesenskog međunarodnog Jazz ciklusa. Izvedene su zajedno s belgijskim kontrabasistom Jean-Louis Rassinfosseom i češkim bubnjarom Marekom Patrmanom. Matija je album posvetio svojoj kćerki Lu, a materijal se sastoji od standardnih skladbi "Solar" i "On Green Dolphin Street" u Matijinim aranžmanima, "Razgovor s konobarom" Arsena Dedića, Matijne starije skladbe "December", "Family" i "Last Exit" te od potpuno novih "San Matina", "Moment" (solo) i "Dora" koju je izveo bez pratnje u dodatku koncertu. Producenti su Miro Vidović i snimatelj Hrvoje Hegedušić, čijom su zaslugom studijske i koncertne snimke ujednačene, čiste i prirodne.
Album je 2007. godine dobio Porina u kategoriji najbolja instrumentalna izvedba za skladbu "Dora"

## Popis pjesama
| Br. | Skladba                   | Autor                          | Trajanje |
| --- | ------------------------- | ------------------------------ | -------- |
| 1.  | »Solar«                   | Miles Davis                    | 5:21     |
| 2.  | »On Green Dolphin Street« | Ned Washington/Bronislaw Kaper | 6:25     |
| 3.  | »San Matina«              | Matija Dedić                   | 4:34     |
| 4.  | »Moment«                  | Dedić                          | 9:06     |
| 5.  | »Family«                  | Dedić                          | 6:10     |
| 6.  | »December«                | Dedić                          | 12:14    |
| 7.  | »Razgovos s Konobarom«    | Arsen Dedić                    | 5:23     |
| 8.  | »Dora«                    | Dedić                          | 7:28     |
| 9.  | »Last Exit«               | Dedić                          | 8:15     |

## Izvođači
- Matija Dedić - glasovir
- Jean-Louis Rassinfosse - kontrabas u skladbama 1-3, 5-7, 9
- Marek Patrman - bubnjevi u skladbama 1-3, 5-7, 9